# BMW K1 (Motorrad)

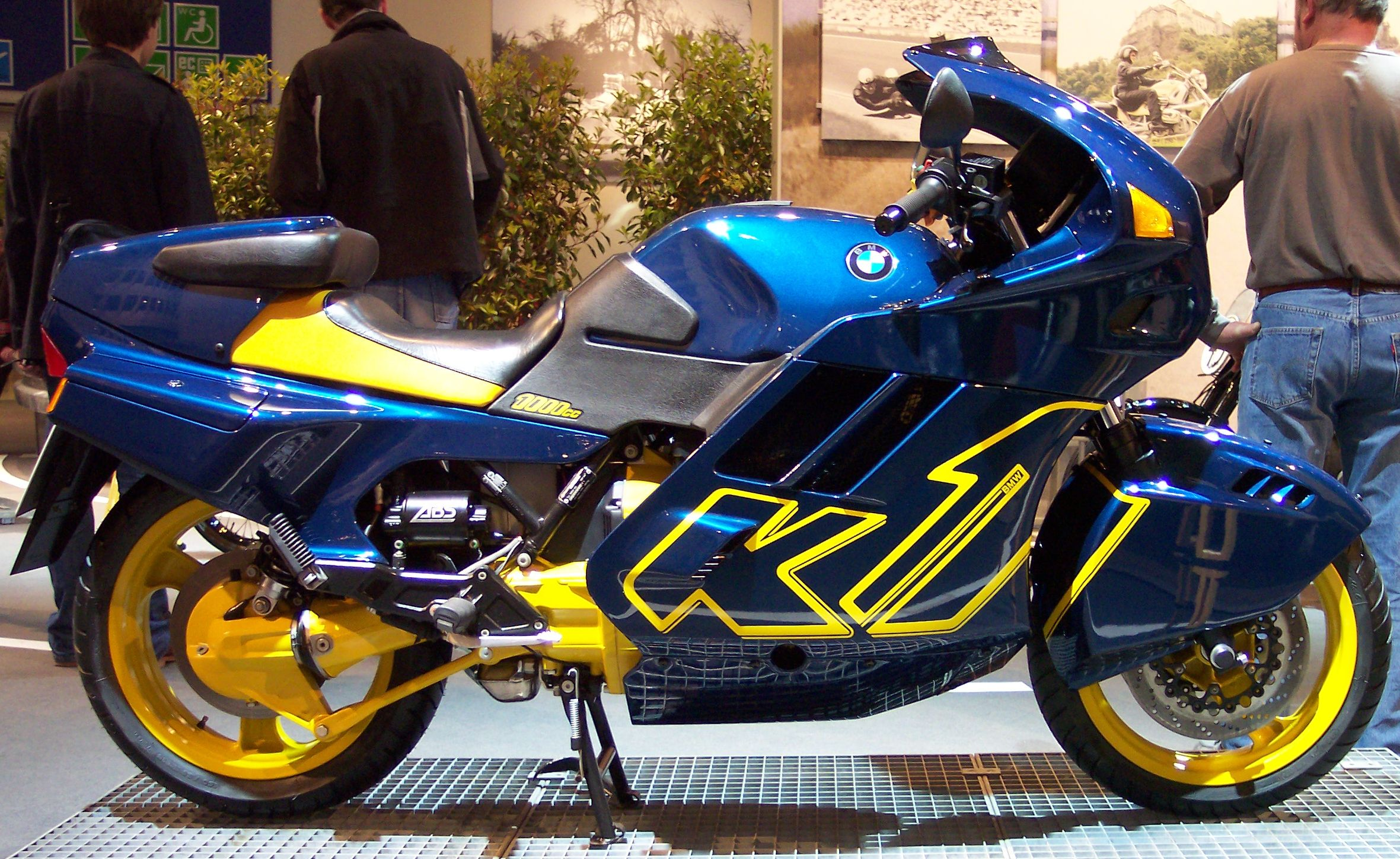
Typschlüssel 0525, Farbe Lagunablau metallic, Bj. 1993

Die BMW K1 ist ein vollverkleidetes Motorrad von BMW. Der Supersportler wurde am 20. September 1988 auf der IFMA in Köln vorgestellt und von 1988 bis 1993 in einer Stückzahl von 6921 Einheiten im BMW-Werk Berlin in Spandau gebaut, 2050 wurden davon in Deutschland zugelassen. Verkaufsstart war im Mai 1989.
Das Motorrad ist konstruktiv von der BMW K 100 RS abgeleitet und wird wie alle Modelle der K-Reihe von einem Reihenmotor angetrieben.

## Technische Daten

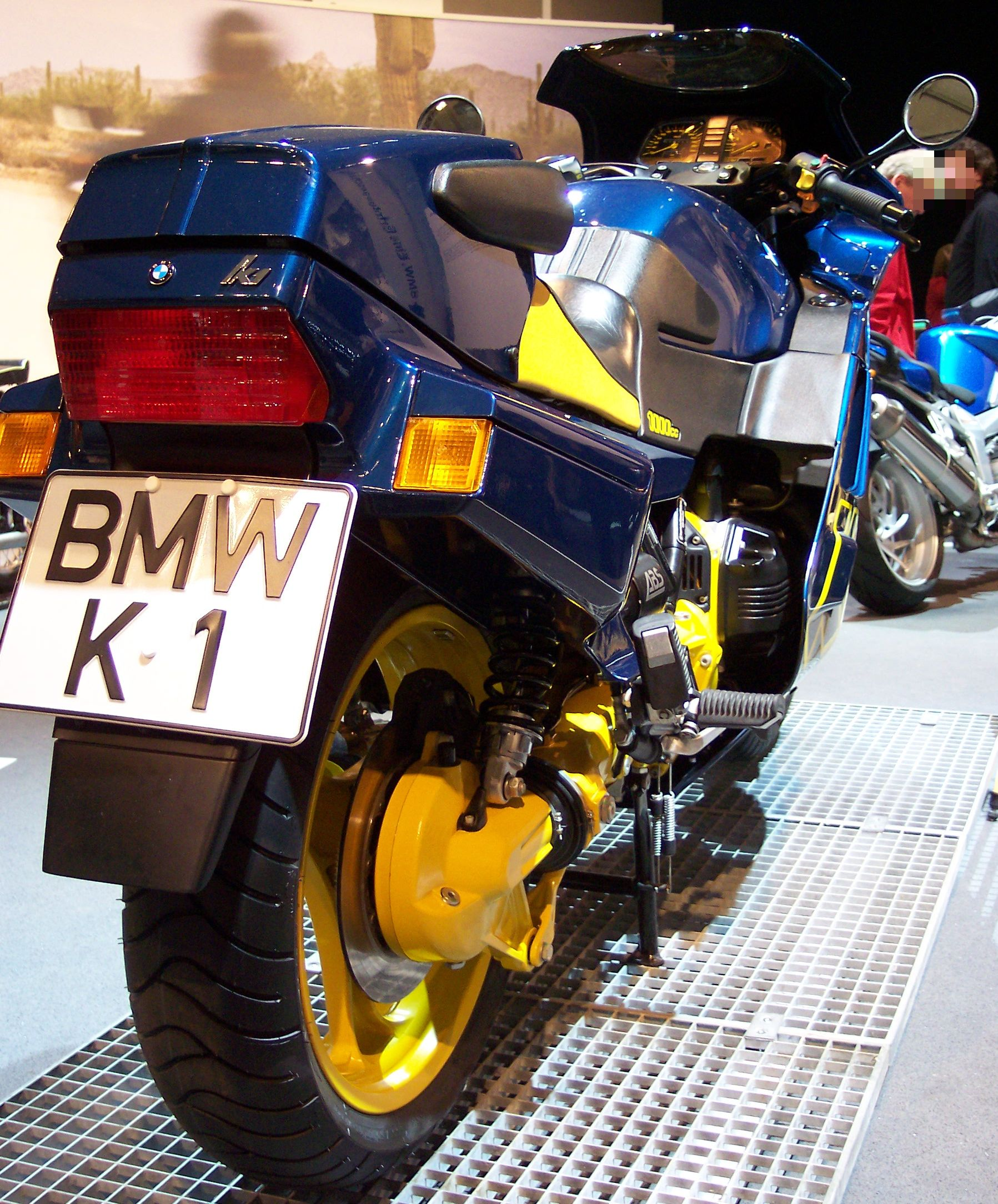
Heckansicht BMW K1

Die K1 ist eines der ersten Serienmotorräder mit Vollverkleidung, mit einem Strömungswiderstandskoeffizienten (cw-Wert) von nur 0,34 bei liegendem Fahrer. Die siebenteilige Verkleidung aus glasfaserverstärktem Kunststoff ist damit auch der Grund für die Höchstgeschwindigkeit von 240 km/h. Ohne Verkleidung wäre eine Höchstgeschwindigkeit von ca. 210 km/h möglich. Die K1 war das erste Motorrad von BMW mit einem Motor mit 16 Ventilen. 

### Antrieb
Der flüssigkeitsgekühlte Vierzylindermotor erzeugt aus 987 cm³ Hubraum eine Nennleistung von 74 kW (100 PS) und ein maximales Drehmoment von 100 Nm bei einer Drehzahl von 6750 min−1. Die vier Zylinder des längs liegend eingebauten Reihenmotors haben eine Bohrung von 67 mm Durchmesser. Der Kolbenhub des Viertaktmotors beträgt 70 mm bei einem Verdichtungsverhältnis von 11,0 : 1. Der Zylinderkopf hat zwei kettengetriebene, obenliegende Nockenwellen, die über Tassenstößel je Zylinder zwei Einlass- und zwei Auslassventile steuern. Im Gegensatz zur K 100 RS hat die K1 keinen im Luftstrom liegenden Luftmassenmesser, der die Leistung reduziert.
Das Motorrad beschleunigt in 3,9 Sekunden von 0 auf 100 km/h. Ab einer Drehzahl von 9170 min−1 setzt der Drehzahlbegrenzer ein.

### Fahrwerk
Das Fahrwerk basiert auf dem der K 100. Um die Stabilität in schnellen Kurven zu verbessern, wurden die Rohrdurchmesser des Gitterrohrrahmens vergrößert und die Fahrwerksgeometrie leicht geändert, sodass der Radstand von 1516 auf 1565 mm wuchs. Wegen der Verkleidung und des langen Radstands hat der Wendekreis einen Durchmesser von 6,7 m.
Das Vorderrad wird von einer Teleskopgabel von Marzocchi mit hydraulischen Stoßdämpfern und 135 mm Federweg geführt. Das Hinterrad ist an einer Einarmschwinge mit Momentabstützung (Paralever) montiert, die Lastwechselreaktionen und Bremsstempeln reduzieren soll. Die gewichtsoptimierten Dreispeichenräder aus Leichtmetall haben schlauchlose Niederquerschnittsreifen. Die zulässige Gesamtmasse beträgt 480 kg.

### Elektrische Anlage
Die Starterbatterie hat eine Kapazität von 25 Ah und versorgt den Anlasser. Die Lichtmaschine erzeugt eine elektrische Leistung von 460 Watt. Die digitale  Motorsteuerung Motronic von Bosch regelt den Zündzeitpunkt und den Einspritzzeitpunkt und ermöglichte erstmals den Einsatz eines geregelten Drei-Wege-Katalysators, der wahlweise angeboten wurde. Vorn hatte die K1 einen rechteckigen Halogenscheinwerfer mit Leuchtweitenregulierung, hinten eine Zweikammerleuchte.

### Kraftstoffversorgung
Nach ISO 7118 beträgt der durchschnittliche Kraftstoffverbrauch 5 Liter auf 100 km bei einer Geschwindigkeit von 120 km/h. Der Kraftstofftank fasst 22 Liter. Der Hersteller empfiehlt die Verwendung von bleifreiem Benzin mit einer Klopffestigkeit von mindestens 95 Oktan. Die 4-in-1-Auspuffanlage mündet auf der linken Fahrzeugseite auf Höhe der Hinterradnabe in einen Endschalldämpfer.

### Zubehör
Gegen Aufpreis waren außer dem Katalysator beheizbare Griffe und ein Antiblockiersystem erhältlich. Tourenkoffer wurden von BMW nicht angeboten, der BMW-Ingenieur Karl Heinz Abe begründete diese Entscheidung wie folgt: „Große Integral-Koffer hätten nicht nur die Optik gestört, sondern auch das aerodynamische Konzept, das die Strömung vom vorderen Kotflügel bis zur Heckpartie anliegen ließ, negativ beeinflusst“. Stattdessen hatte das Motorrad zwei jeweils 6 Liter große Staufächer am Heck.

## Kritiken
„Das Fahrwerk verkraftete […] keinen ernsthaft sportlichen Einsatz. Und dann auch noch die Sache mit der Schräglagenfreiheit. Motorradfahrers höchstes Gut – und BMW hatte zu wenig davon eingebaut. Vor allem im Zweipersonenbetrieb. Aus und vorbei schon bei mäßigem Tempo: Schürfwunden an Hauptständer und Verkleidungsunterteil und sämtliche Schrauben in diesem Bereich kopflos. Die BMW-Versuchsfahrer waren offensichtlich auf den falschen Strecken unterwegs gewesen.“

“While some considered the bodywork cutting edge, more thought it was just plain weird. And while performance was good, the K1’s solid-mounted engine was faulted for mid-range buzziness. Worse yet, at speeds below 50 mph many testers found the heat pouring from under the K1’s bodywork unbearable.”

„Während einige die Karosserie als innovativ betrachteten, hielt die Mehrheit sie schlicht für eigenartig. Und während die Leistungsfähigkeit gut war, litt der fest montierte Motor der K1 unter Vibrationen im mittleren Drehzahlbereich. Schlimmer noch, bei Geschwindigkeiten unter 80 km/h fanden viele Tester die Wärmeentwicklung unter der Verkleidung unerträglich.“

„Die K1 duckt sich, sie ist ein Stier. Von weitem sieht das Gerät aus wie von einem fremden Stern, ‚futuristisch‘ nennen es seine Väter. Mit den guten alten Boxermotorrädern hat die K1 nur noch das weißblaue Emblem gemein. Sie blubbert nicht, aus ihrem Auspuff kommt ein dunkler Sound.“